# Евсеев, Иван Георгиевич
Иван Георгиевич Евсеев (1916, Московская область — 1990) — инженер 12-й Скуратовской дистанции сигнализации и связи Московско-Курской железной дороги.

## Биография
Родился в 1916 году в поселке Реутово Московской области в семье рабочих-текстильщиков. Рано остался сиротой, воспитывался у бабушки. Закончив семилетку и в 1936 году Московский электротехнический техникума Наркомата путей сообщения.
Трудовую деятельность на железнодорожном транспорте начал электромехаником 4-й Тульской дистанции сигнализации и связи Московско-Курской железной дороги. Затем работал электромехаником на 1-й Московской дистанции сигнализации и связи. Перед началом Великой Отечественной войны продолжал трудиться старшим электромехаником 13-й дистанции связи Московско-Курской железной дороги, возглавлял бригаду по содержанию устройств связи.
Работая весь период войны на прифронтовых участках, Евсеев водил связистов на самые горячие участки, проявил стойкость, выдержку и бесстрашие в момент налётов вражеской авиации. Несмотря на бомбёжку, под пулемётным огнём фашистов руководил бригадой по восстановлению железнодорожной связи, обеспечивая непрерывную связь Тулы с Москвой. Это направление немецкая авиация бомбила непрерывно, поэтому связисты постоянно находились на линии связи, устраняя повреждения под артиллерийским и пулемётным огнём.
После разгрома врага под Москвой зимой 1941 года связисты группы Евсеева восстанавливали магистраль и связь с Тулой и Калугой. Они стойко и терпеливо переносили холод и лишения походной жизни, неутомимо трудились на передовых участках фронта. В 1942 году Иван Георгиевич был назначен заместителем начальника дистанции сигнализации и связи и руководил восстановлением разрушенных устройств связи на прифронтовом участке Лазареве — Бастыево. Героическим трудом восстановители устраняли разрушения пути и связи, не допуская перерывов в движении поездов.
Указом Президиума Верховного Совета СССР от 5 ноября 1943 года «за особые заслуги в деле обеспечении перевозок для фронта и народного хозяйства и выдающиеся достижения в восстановлении железнодорожного хозяйства в трудных условиях военного времени» Евсееву Ивану Георгиевичу присвоено звание Героя Социалистического Труда с вручением ордена Ленина и Золотой медали «Серп и Молот».
В начале 1945 года, когда ещё не закончилась война, Евсеев с должности заместителя начальника 12-й Скуратовской дистанции сигнализации связи Московско-Курской железной дороги были направлен на учёбу в Московский электромеханический институт инженеров транспорта, был зачислен на инженерный факультет. Во время учёбы принимал участие в работе лаборатории связи. Здесь студент проверял эффективность защиты устройств связи от перенапряжений на железнодорожном транспорте. Этому вопросу посвятил свою дипломную работу и дальнейшую трудовую деятельность.
В 1947 году Евсеев окончил учёбу с отличием, получил квалификацию инженера по транспортной связи, и был направлен на работу в Центральный научно-исследовательский институт Министерства путей сообщения. В этом институте проработал 42 года — до 1990 года.
Будучи аспирантом, он провел научные исследования электромагнитного влияния контактной сети электрифицированных железнодорожных линий на цепи сигнализации и связи. Эти исследования легли в основу его кандидатской диссертации, которую он защитил в 1953 году. Впоследствии возглавлял в линейно-кабельной лаборатории института важнейшее направление научно-исследовательской работы по защите устройств автоматики, телемеханики и связи от грозовых и коммутационных перенапряжений. Евсеевым были разработаны новые теоретические и методические положения, новые средства защиты, многие нормативные документы по применению средств защиты. За время работы во институте опубликовал 28 печатных трудов.
Жил в городе-герое Москве. Скончался в 1990 году.
Награждён орденом Ленина, медалями; знаком «Почетный железнодорожник».